# DynaRig
DynaRig (динариг, дайнариг) — тип вітрильного озброєння, розроблений німецьким інженером Вільгельмом Прельсом (Wilhelm Prölß) у 1957 р.

## Опис

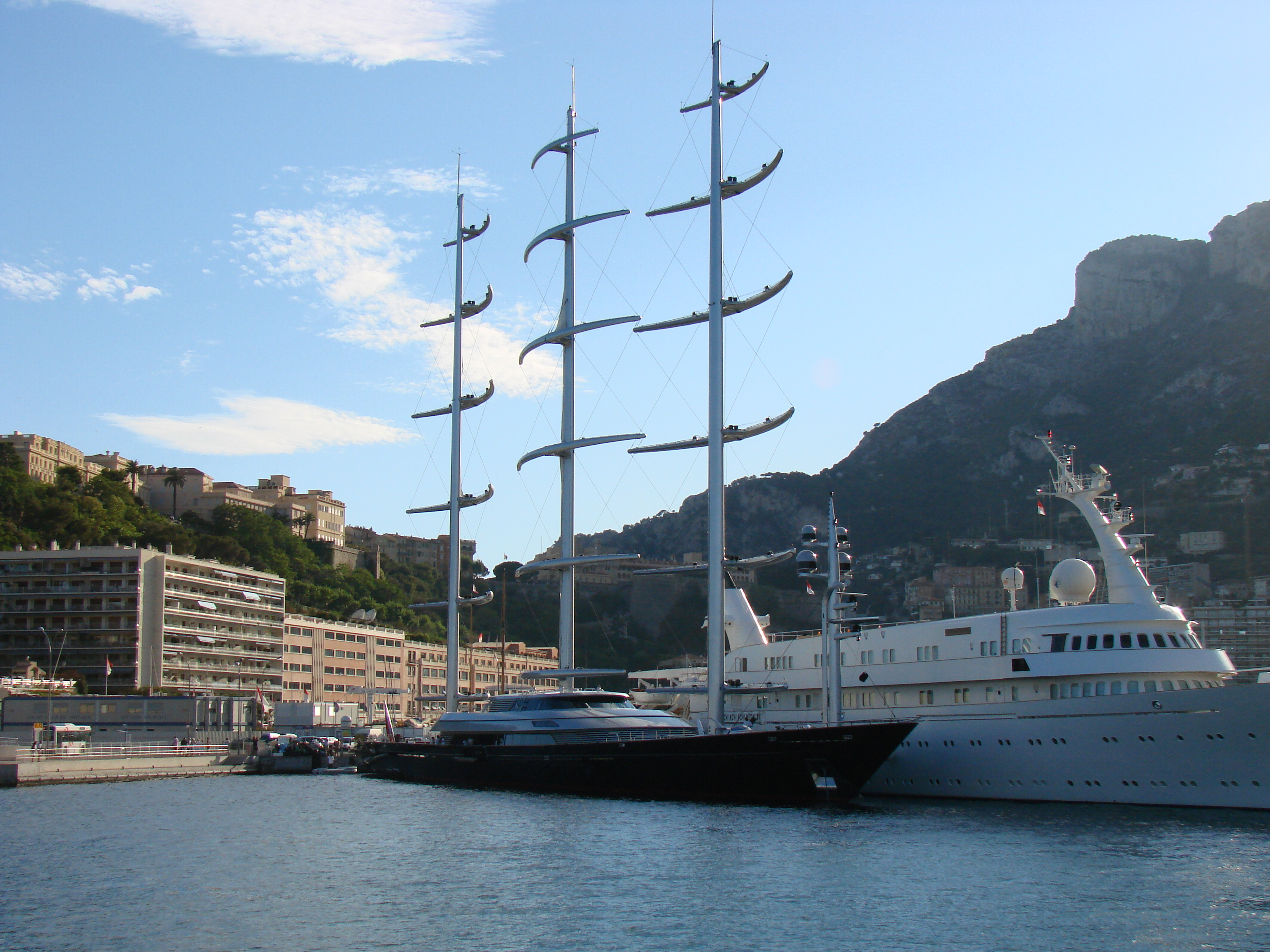
«Мальтійський сокіл» у Монте-Карло.

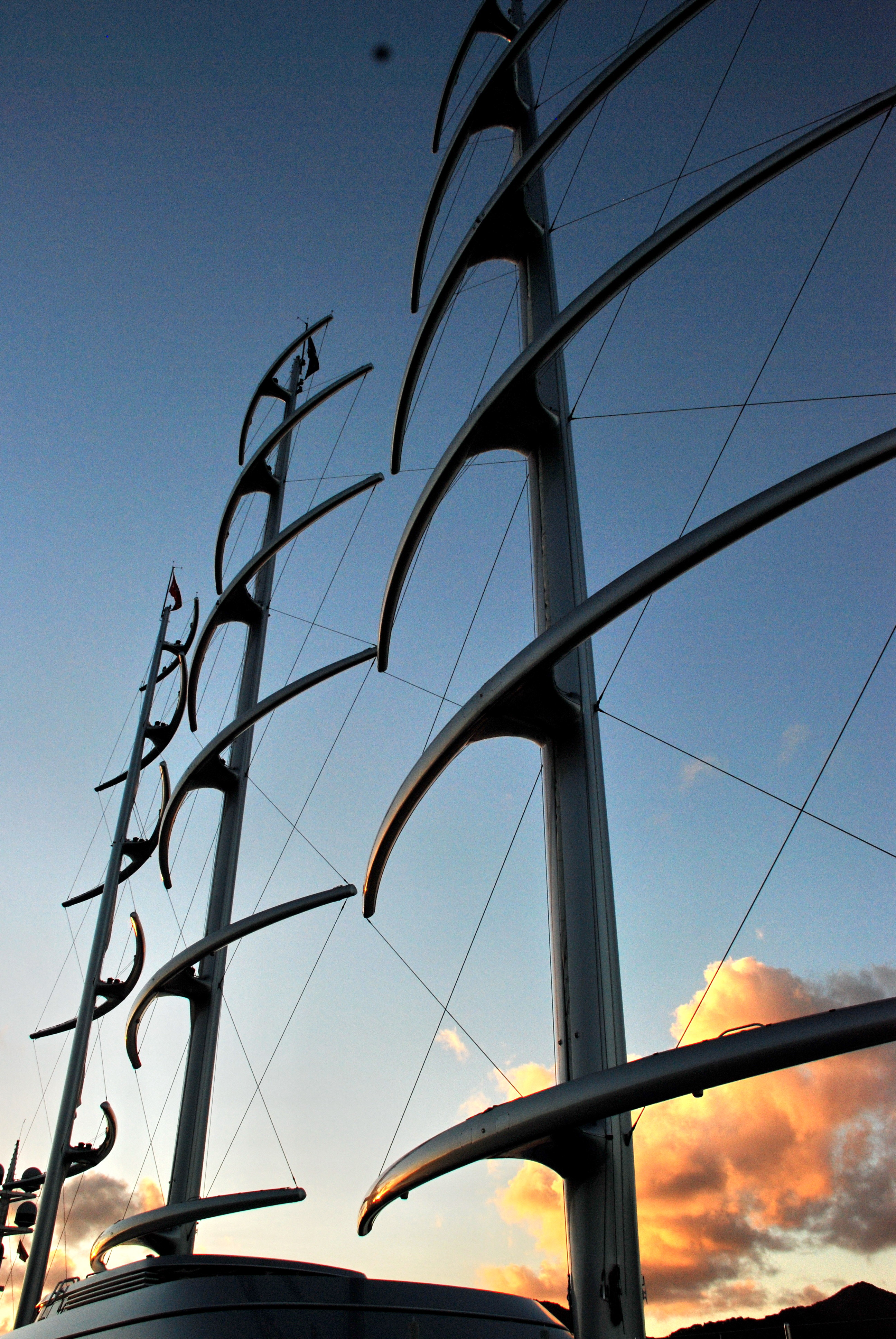
Щогла «Мальтійського сокола»

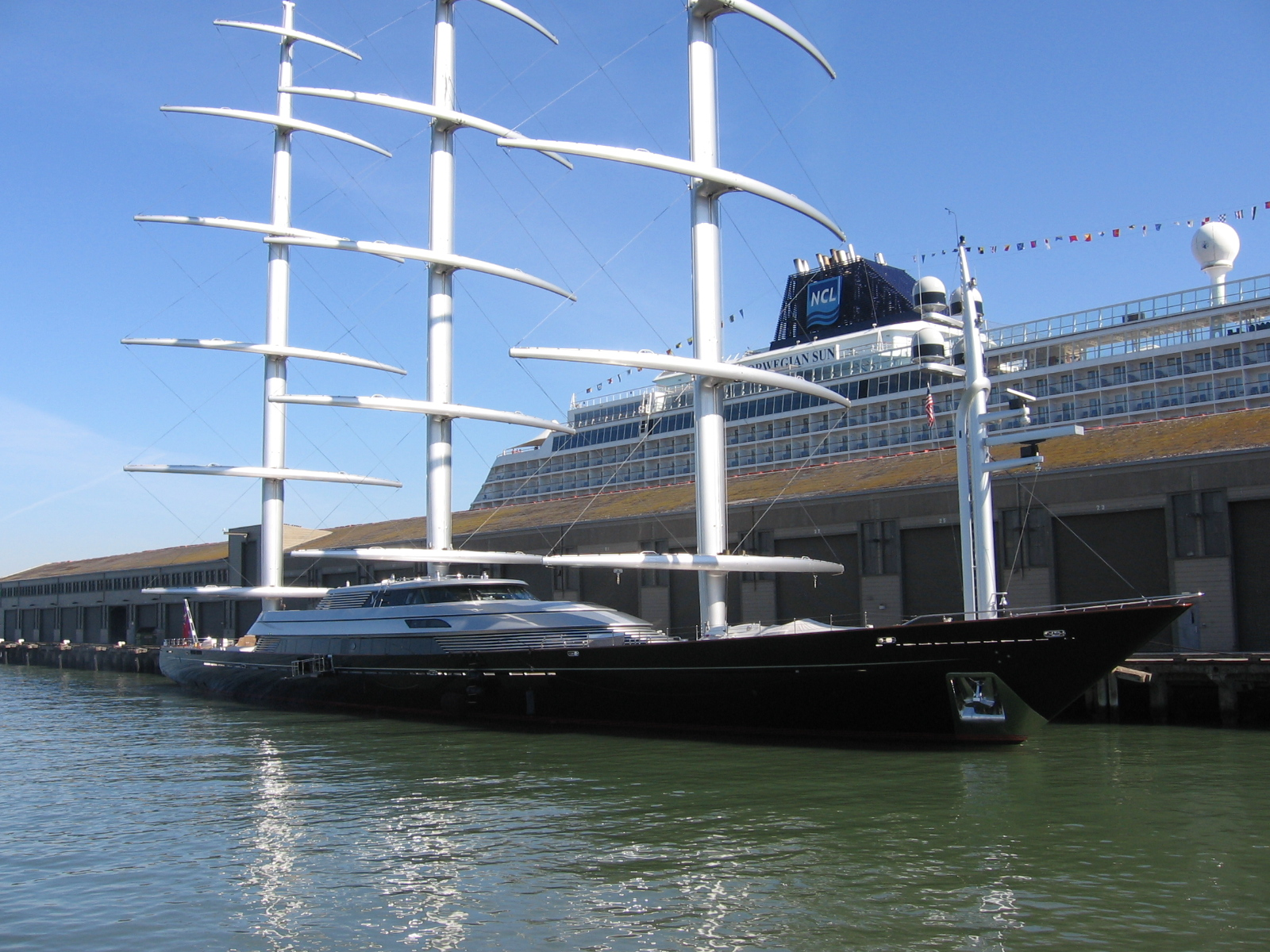
The Maltese Falcon в Сан-Франциско, 24 жовтня, 2008

Прельс запропонував нову конструкцію щогли, що розвивала ідею прямого вітрильного озброєння. У його проєкті виключалися щілини між вітрилами, що створювало суцільну вітрильну панель на всю висоту щогли, з винятковими характеристиками. Додатково профіль створювали спеціальні реї, вигнуті в одну сторону. У проєкті «Динариг» вітрила прибиралися не до рей, як зазвичай, а до щогли, а точніше, втягувалися в неї накручуванням на внутрішні барабани (як на патент-рифах). Таким чином виключалися використання рухомого такелажу і необхідність роботи на щоглах, яка ставала повністю автоматизованою. Щогли також були позбавлені стоячого такелажу. Спочатку щогли передбачалося зробити поворотними і тригранно-ґратчастими, але потім була запропонована конструкція нерухомої щогли з вітрилами, які прибиралися всередину, а різний кут щодо вітру по висоті забезпечували поворотні реї, як і на класичному озброєнні.
Прельс отримав кілька патентів на подібну конструкцію і заснував дві фірми, в США та Данії, які повинні були зайнятися просуванням його ідеї. Він пропонував шестищогловий балкер водотоннажністю близько 17000 т як ідеальне судно для відродження вітрильного флоту. Однак висока вартість спорудження і низька вартість палива не дозволяли проєкту втілитися в життя. Правда, з початком енергетичної кризи 1973 року інтерес до вітрильних суден істотно виріс. Проте досі «Динариг» не набув поширення. Найбільшим судном, оснащеним подібними щоглами, є яхта «Мальтійський сокіл» (The Maltese Falcon) — найбільша вітрильна яхта у світі довжиною 88 м, побудована на замовлення американського мільйонера Тома Перкінса.

## Ресурси Інтернету
- The Maltese Falcon [Архівовано 4 лютого 2012 у Wayback Machine.]
- Weiterführende Links mit Fotos, auch zum 4-Mast-Schiff Cape Horn [Архівовано 19 грудня 2011 у Wayback Machine.]
- PIK-Institut für Klimafolgenforschung [Архівовано 26 грудня 2011 у Wayback Machine.]
- B9shipping [Архівовано 14 січня 2012 у Wayback Machine.]
- Fairtransport [Архівовано 1 січня 2012 у Wayback Machine.]